# Swept Away
Swept Away (bra: Destino Insólito; prt: Ao Sabor das Ondas) é um filme estadunidense, britânico e italiano de 2002, dos gêneros aventura, comédia e romance, escrito e dirigido por Guy Ritchie.
É uma refilmagem do filme italiano Travolti da un insolito destino nell'azzurro mare d'agosto, que Lina Wertmüller dirigiu em 1974. O filme é estrelado por Madonna e Adriano Giannini (filho de Giancarlo Giannini, o ator que interpretou o papel no filme original), com Bruce Greenwood, Jeanne Tripplehorn e Elizabeth Banks.

## Sinopse
Âmbar Leighton tem 40 anos e é: bonita, rica, mimada e arrogante além da medida. Nada a faz uma mulher feliz, incluindo o seu rico, mas passivo marido, Tony, um chefão farmacêutico.
Quando Tony leva-la em um cruzeiro privado da Grécia para a Itália com dois outros casais, Amber está impressionada com estas improvisadas férias sem frescuras e desconta a sua raiva no imediato do navio, Giuseppe Esposito. Quando uma tempestade deixa os dois náufragos em uma ilha deserta, no entanto, o jogo de repente vira, com Giuseppe tomando o controle da situação, e daí os dois se apaixonam.

## Elenco
- Madonna .... Amber Leighton
- Adriano Giannini .... Giuseppe 'Peppe'/'Guido' Esposito
- Elizabeth Banks .... Debi
- Bruce Greenwood .... Anthony 'Tony' Leighton
- Patrizio Rispo .... Burly Captain
- Jeanne Tripplehorn .... Marina
- Michael Beattie como Todd
- David Thornton como Michael

## Trilha sonora
A trilha sonora, lançada pela Varèse Sarabande, foi composta por Michel Colombier, e é principalmente o seu trabalho que é apresentado no álbum de trilha sonora de 12 faixas. A trilha sonora também contém várias músicas de outros artistas. "Come-On-a-My-House", cantada por Della Reese, é a única que aparece no álbum.
As músicas não incluídas no álbum incluem "Lovely Head" de Goldfrapp (tocada durante os créditos de abertura), "Ain't Nobody Here but Us Chickens" por Louis Jordan (a cena de charadas) e "Fade into You" de Mazzy Star (como Amber e Giuseppe vivenciam a vida juntos na ilha). "Spiegel im Spiegel" de Arvo Pärt toca durante os momentos finais e créditos finais do filme.

## Recepção da crítica
O filme recebeu críticas extremamente negativas e foi um fracasso de bilheteria; de um orçamento de US$10 milhões, arrecadou US$ 598.645 nos Estados Unidos e US$ 437.875 de territórios estrangeiros para um total internacional de US$ 1.036.520. Ele foi mostrado apenas em 196 telas por duas semanas, caindo para 59 na terceira semana final de lançamento. Na Itália, arrecadou 71.575 euros e na Espanha, 105.371 euros, em 174 salas de exibição.

## Premiações
O filme ganhou cinco prêmios no Framboesa de Ouro:
- Pior Filme
- Pior Atriz - Madonna
- Pior Casal - Madonna e Giannini
- Pior Remake ou Sequência
- Pior Diretor - Guy Ritchie

Além disso, o filme foi indicado a Pior Roteiro (escrito por Ritchie), e Giannini de Pior Ator. O filme tem a distinção de ser o primeiro filme a ganhar tanto Pior Filme e Pior Remake ou Sequência. Madonna ainda ganharia o de Pior Atriz Coadjuvante nesse mesmo ano pelo filme Die Another Day. Madonna e Ritchie formam o primeiro casal a ganhar o Framboesa de Ouro desde John Derek e Bo Derek, que foram premiados como pior diretor e pior atriz em 1984 pelo filme Bolero e em 1990 por Ghosts Can't Do It.

## Produção
O título de trabalho do filme era Love, Sex, Drugs and Money (em português, Amor, Sexo, Drogas e Dinheiro) e foi filmado na Sardenha e em Malta de 1 de outubro de 2001 até 9 de novembro de 2001, com segurança aumentada devido aos ataques terroristas de 11 de setembro. Madonna tinha acabado de terminar sua turnê Drowned World Tour em 2001, duas semanas antes das filmagens. Guy Ritchie declarou que evitou muito sexo e violência dizendo para uma repórter da Vanity Fair que não queria ver a mulher dele sem roupa o tempo todo. Madonna concordou e declarou "Eu não me sinto confortável de beijar um homem estranho". A versão em DVD mostrou cenas sensuais excluídas da versão para o cinema.
Após as filmagens, o ator, cantor, compositor, e produtor Vincent D'Onofrio entrou com uma ação contra o casal Madonna e Guy Ritchie e contra a produtora Sony, alegando que a ideia de fazer a refilmagem com Madonna no papel principal era dele, exigindo uma indenização de US$10 milhões. Ele afirma que sugeriu o remake ao casal nos anos 90, mas que eles tiraram o nome dele dos créditos. O advogado que o representa Morris Getzels contou que D'Onofrio conversou com a diretora original do filme de 1974, Lina Wertmüller, sobre a regravação e que Madonna se mostrou "bastante entusiasmada" com o projeto. Mas no segundo semestre de 2001, ele ficou sabendo que o filme estava sendo feito sem a sua participação. "Ele contratou advogados e tem tentado persuadir Madonna a fazer um acordo", disse o advogado. O processo foi iniciado em outubro de 2002. O casal se defendeu alegando que nunca houve um contrato. Em 2003, Madonna e Richie pediram ao juiz para abandonar o caso depois que o advogado do ator não compareceu a uma audiência. "Eles usaram a ideia e não quiseram recompensá-lo", afirmou o advogado. Segundo o advogado, D'Onofrio queria que a distribuição do filme fosse interrompida, se o nome dele não fosse incluído nos créditos como produtor. Um juiz de Los Angeles decidiu não aceitar o pedido de bloquear o lançamento do filme. Durante a cobertura midiática do processo, publicações como o El País, Correio da Manhã, e a BBC Brasil, erroneamente confundiram o autor do processo com o também ator homônimo Vincent D'Onofrio. Em um comunicado à imprensa, representantes deste esclareceram que ele não é parte de nenhum processo envolvendo Madonna ou Swept Away.